# Svatohorská lávra
Svatohorská lávra (ukrajinsky Свято-Успенська Святогірська Лавра – Svjato-Uspenska Svjatohirska Lavra, rusky Свято-Успенская Святогорская лавра – Svjato-Uspenskaja Svjatogorskaja lavra, doslova Svatohorský klášter svatého nanebevzetí Bohorodičky) je významná lávra nedaleko Svjatohirsku v Doněcké oblasti na Ukrajině. Leží na pravém břehu Severního Doňce, naproti Svjatohirsku, na svazích křídového pohoří Svaté hory, do jejichž národního přírodního parku patří. Patří do autonomní ukrajinské části Ruské pravoslavné církve.
První písemná zmínka o klášteře pochází z roku 1526, kdy jej založil Zikmund z Herbersteina. Opakovaně byly jeho stavby vypleněny Krymskými Tatary. V roce 1787 jej nechala Kateřina II. Veliká uzavřít a jeho pozemky věnovala Grigorijovi Alexandrovičovi Potěmkinovi. Jeho dědicové klášter v roce 1844 dali obnovit. Bolševici jej po říjnové revoluci opět vyplenili, v roce 1922 jej uzavřeli a udělali z něj sanatorium. Po rozpadu Sovětského svazu byl v roce 1992 znovu obnoven. V roce 2022 byl klášter po ostřelování ruskou armádou poničen, během ostřelování bylo zavražděno i několik místních mnichů (nepotvrzeno z jiných zdrojů).

## Odkazy

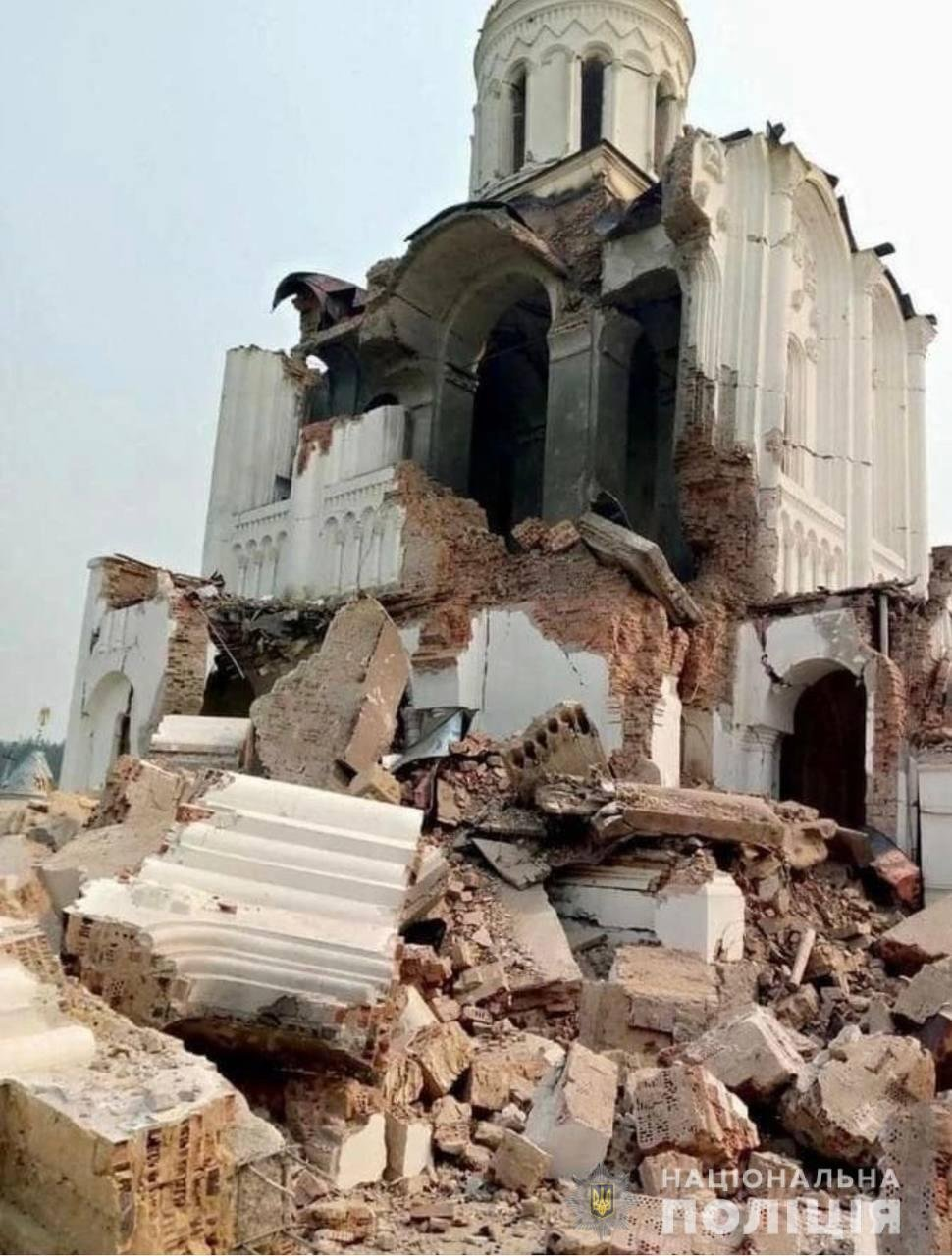
Skit sv. Jiří poničený ruským ostřelováním